# آبشار شیفن
آبشار شیفن (به انگلیسی: Shifen waterfall) آبشاری است که در تایوان واقع شده و ارتفاع کلی ریزشگاه آن ۲۰ متر (۶۶ فوت) است.